# 日本釣振興会
公益財団法人日本釣振興会（にほんつりしんこうかい）は、日本での釣りの振興を図る団体の一つである。

## 概要
1970年9月29日設立。放流活動、釣りマナー向上活動、釣り場環境保全活動、釣り普及活動、釣り場造成活動等の業務を行い、レクリエーションとしての釣りの向上を高める事を目的としている。文部科学省、農林水産省、環境省が共管する財団法人である。東京都中央区にある事務所には釣り文化資料室を併設しており、事前予約による閲覧が可能である。

## その他
- 2010年9月18日に警視庁から同会のウェブサイトが改ざんされているとの連絡を受け、確認したところ、中国語で「釣魚島」「中国領土」などと書かれ、また中国の国旗が張り付けられていた。同会は「釣魚島」は、中国が領有権を主張している日本の尖閣諸島の中国名で「日本」「釣」といった漢字のせいで標的にされたのではないか」としている[2]。